# Carcelia grossa
Carcelia grossa là một loài ruồi trong họ Tachinidae.